# Théodore Goepp
Charles Frédéric Théodore Goepp, né à Paris le 27 février 1815 et décédé à Reims le 26 avril 1893, est un ministre plénipotentiaire en retraite, officier de la Légion d'honneur et décoré d'un grand nombre d'ordres étrangers.
Il fut successivement consul, puis consul général, chargé d'affaires en Orient, à Tunis, à Alep, Erzurum, en Chypre, à Belgrade, puis à Bahia (Brésil), Fernanbouc, à Newcastle (Angleterre). Il résida pendant quinze ans en Allemagne, à Mayence et à Mannheim, de 1855 à 1869. Il revint ensuite à Bogota (Colombie), à Caracas (Venezuela), de 1872 à 1874.